# 七星台镇
七星台镇，是中华人民共和国湖北省宜昌市枝江市下辖的一个乡镇级行政单位。

## 行政区划
七星台镇下辖以下地区：
七星台社区、董家湾村、鲜家港村、李家岗村、肖家山村、沈家店村、陈家港村、大埠街村、张家场村、孙家港村、兴隆山村、肖家桥村、东林村、杨林湖村、新场村、赵楼子村、江会寺村、王家店村、三王庙村、石套子村、鸭子口村和马羊洲村。